# عبد الله مكي
عبد الله مكي (1940-2019) هو شاعر لبناني مولود في عنقون قضاء صيدا في لبنان.

## من أعماله
له عدة دواوين شعر مطبوعة منها:
- «الجنوب...ذنب لا يغتفر»
- «قناديل الزمان»
- «حقائب الأقدار»

ومن كتبه:
- «العدل والتاريخ في الظلال الخالد»
- «التشريع الفلسفي»[1]